# Katinka Auberger
Katinka Auberger (* 1973 in Barcelona) ist eine niederländische Schauspielerin.

## Leben
Katinka Auberger wuchs in Rotterdam und Hamburg mit Deutsch als Muttersprache auf. Sie studierte zunächst Malerei und Bildhauerei an der Königlichen Akademie der Bildenden Künste in Den Haag und an der Kunstakademie in Rotterdam. Anschließend absolvierte sie eine Schauspielausbildung in Hamburg.
Als Theaterschauspielerin hatte sie in den Jahren 2000 und 2001 zunächst Engagements in den Hamburger Zeisehallen, wo sie in Studienprojekten und freien Projekten u. a. in den ersten eigenen Regiearbeiten von Jorinde Dröse mitwirkte. Sie stand dort auch als Gräfin Orsina in Emilia Galotti (2000, Regie: Peter Helling) und als Olga in Fegefeuer in Ingolstadt (2001, Regie: Esther Hattenbach) auf der Bühne. Weitere Theaterauftritte hatte sie, jeweils wieder unter der Regie von Jorinde Dröse, am Deutschen Schauspielhaus Hamburg (2001, als Andromache in Die Troerinnen), am Thalia Theater und den Hamburger Kammerspielen (2002, als Helena in Ein Sommernachtstraum), sowie am Schauspiel Leipzig (2002), auf Kampnagel und in den Berliner Sophiensælen (2003–2004).
Auberger arbeitete für den Film und später schwerpunktmäßig für das Fernsehen. Ihre Filmarbeit begann sie ab 2000 zunächst mit der Mitwirkung in einigen Kurzfilmen; ab 2002 folgten regelmäßige Fernsehrollen. Sie wirkte in zahlreichen Fernsehserien und Fernsehfilmen mit. In dem zweiteiligen Fernsehfilm Die Frau vom Checkpoint Charlie (2007) spielte sie im 2. Teil die Rolle der Birgit Henning, eine Mitarbeiterin der Internationalen Gesellschaft für Menschenrechte, die sich am Ende als Informantin für das MfS herausstellt. Dazwischen arbeitete sie gelegentlich auch für das Kino. In Margarethe von Trottas Kinofilm Vision – Aus dem Leben der Hildegard von Bingen (2009) spielte sie die Nonne Bertha; in der Literaturverfilmung Schilf – Alles, was denkbar ist, existiert (2012) war sie an der Seite von Mark Waschke zu sehen. In Tore tanzt (2013), dem Spielfilmdebüt der Regisseurin Katrin Gebbe, spielte sie eine Krankenschwester.
In der ZDF-Fernsehserie SOKO Köln war Auberger im März 2011 in einer Episodenhauptrolle zu sehen; sie spielte die Gemeindereferentin Monika Koserowsky, eine ehemalige Religionslehrerin, die mit dem Mordopfer, dem getrennt lebenden, aber noch nicht geschiedenen Organisten Ludger Fähling eine intime Beziehung hatte und unter Tatverdacht gerät. In der ARD-Krimiserie Morden im Norden (Erstausstrahlung: Februar 2012) spielte sie die Hausfrau Manu Bilsing, die ein Verhältnis mit einem jüngeren Studenten hat.
Weitere Episodenrollen hatte sie in den Fernsehserien Der Staatsanwalt (2014; als Emma Jürgens, die eifersüchtige Ehefrau eines Klinikdirektors, an der Seite von Markus Knüfken), Die Chefin (2014; als Ulrike Schröder, die Mutter eines tatverdächtigen Schülers, neben Dennis Mojen), SOKO Wismar (2015; als Martina Rasch, die Leiterin einer Vermittlungsagentur für Ferienhäuser, die nach einer verwaltungsgerichtlichen Klage vor dem finanziellen Aus steht), Sibel & Max (2015–2016; als Janas einfühlsame Frauenärztin Dr. Kleefeld) und Die Pfefferkörner (2010–2016; als Lehrerin Mariella Schulze).
In dem Märchenfilm Die weiße Schlange (2015) spielte sie die Mutter des jungen Bauernsohns Endres (Tim Oliver Schultz). Im Januar 2017 war Auberger in der ARD-Serie Morden im Norden erneut in einer Episodenrolle zu sehen; sie spielte die unter der krankhaften Eifersucht und den massiven Misshandlungen ihres Mannes leidende Ehefrau Jana Overbeck. Im Oktober 2017 war Auberger in der ARD-Serie Die Kanzlei in einer Episodennebenrolle als Familienrichterin, die über den Entzug des Sorgerechts entscheiden soll, zu sehen.
Katinka Auberger lebt als freischaffende Schauspielerin und Künstlerin in Hamburg.

## Filmografie (Auswahl)
- 2000: Hort der Vampire (Kurzfilm)
- 2002: Das Teufelshuhn (Kurzfilm)
- 2003: Bella Block: Tödliche Nähe (Fernsehreihe)
- 2004: Die Albertis (Fernsehmehrteiler)
- 2004: Außer Kontrolle (Fernsehfilm)
- 2005: Die Rettungsflieger: Grüße nach Singapur (Fernsehserie, eine Folge)
- 2007: Der blinde Fleck
- 2007: Die Frau vom Checkpoint Charlie (Fernsehfilm)
- 2007: Küstenwache: Alles hat seinen Preis (Fernsehserie, eine Folge)
- 2009: Da kommt Kalle: Love is in the Air (Fernsehserie, eine Folge)
- 2009: Der verlorene Sohn (Fernsehfilm)
- 2009: Vision – Aus dem Leben der Hildegard von Bingen
- 2010: Unser Charly: Irrungen, Wirrungen (Fernsehserie, eine Folge)
- 2010: 8 Uhr 28 (Fernsehfilm)
- 2010–2016: Die Pfefferkörner (Fernsehserie, Serienrolle)
- 2011: Dora Heldt: Tante Inge haut ab (Fernsehfilm)
- 2011: SOKO Köln: Näher mein Gott zu dir (Fernsehserie, eine Folge)
- 2012: Morden im Norden: Der letzte Gang (Fernsehserie, eine Folge)
- 2012: Schilf – Alles, was denkbar ist, existiert
- 2012: Nägel mit Köppen (Fernsehfilm)
- 2012: Notruf Hafenkante: Unter Brüdern (Fernsehserie, eine Folge)
- 2013: Stufe Drei (Kurzfilm)
- 2013: Großstadtrevier: Großer Bruder (Fernsehserie, eine Folge)
- 2013: Tore tanzt
- 2014: Der Staatsanwalt: Tanz in den Tod (Fernsehserie, eine Folge)
- 2014: Die Chefin: Tod eines Lehrers (Fernsehserie, eine Folge)
- 2014: Kripo Holstein – Mord und Meer: Sein letzter Wille (Fernsehserie, eine Folge)
- 2015: Männer! – Alles auf Anfang: Liebesblues (Fernsehserie, eine Folge)
- 2015: Die weiße Schlange (Fernsehfilm)
- 2015: Simon sagt auf Wiedersehen zu seiner Vorhaut
- 2015: Komm schon!
- 2015: SOKO Wismar: Die Geistersiedlung (Fernsehserie, eine Folge)
- 2015–2016: Sibel & Max (Fernsehserie, Serienrolle)
- 2016: Neben der Spur – Amnesie (Fernsehreihe)
- 2017: Morden im Norden: Angst (Fernsehserie, eine Folge)
- 2017: Die Kanzlei: Hunger (Fernsehserie, eine Folge)
- 2018: Solo für Weiss – Es ist nicht vorbei (Fernsehreihe)
- 2018: Großstadtrevier: Der Neue mit „T“ (Fernsehserie, eine Folge)
- 2019: Pelikanblut
- 2019: Ihr letzter Wille kann mich mal!
- 2020: Viele Kühe und ein schwarzes Schaf (Fernsehfilm)
- 2021: SOKO Potsdam: Taxidriver (Fernsehserie, eine Folge)
- 2021: Der Dänemark-Krimi: Rauhnächte (Filmreihe)
- 2021: Ein großes Versprechen
- 2022: Sløborn: Weg hier (Fernsehserie, eine Folge)
- 2022: Martha Liebermann – Ein gestohlenes Leben (Fernsehfilm)
- 2022: Mittagsstunde
- 2023: Das Lehrerzimmer